# Дессе, Натали
Натали Дессе (фр. Natalie Dessay; род. 19 апреля 1965, Лион) — французская оперная певица (колоратурное сопрано). Владеет необычно широким исполнительским репертуарным диапазоном — от барочной музыки И. С. Баха до арий в опереттах Жака Оффенбаха. Обладает высоким колоратурным сопрано — в 1995 году, в опере Джа́комо Мейербе́ра, Ombre Légère певица взяла Ля третьей октавы.

## Биография
В юности хотела стать балериной, затем — актрисой. Когда Натали Дессе занималась на курсах актёрского мастерства, у неё обнаружились певческие способности. Девушка поступила в Национальную консерваторию Бордо, работала с Тулузским национальным оркестром.
На конкурсе Les voix Nouvelles выиграла главный приз и получила годовую стажировку в Вене. После этого последовали предложения ролей от французских и зарубежных оперных театров. Исполняет роли в операх Моцарта, Беллини, Верди, Штрауса, и многих других. Выступала в Нью-йоркской Метрополитен Опера в постановке «Арабеллы» Штрауса; в Венской государственной опере в постановке оперы Моцарта.
Натали обладает очень чистым колоратурным сопрано, с яркими верхними нотами. Так, в опере Жака Оффенбаха «Сказки Гоффмана», в арии куклы Олимпии, Дессе взяла соль-диез третьей октавы (G#6). Певица спела эту оперу более 6 раз, и каждый последующий был иным, не имевший ничего общего с предыдущим. Она демонстрировала свою фантазию, позволяя себе добавлять самые высокие ноты в различных операх. Натали считалась самой лучшей колоратурой мира, но не вся карьера певицы была сладка: в 2002 и в 2004 она перенесла две операции на голосовых связках. У неё обнаружили узелки, из-за которых певица потеряла лёгкость, подвижность и манёвренность в голосе. Причина их неизвестна, так как узелки на связках образуются из-за форсирования голоса. После двух удачно перенесённых операций Натали Дессе заново училась петь, но следы болезни так и не прошли. После операции голос Натали сильно изменился: из высоких нот она стала брать всего лишь ми третьей октавы. Можно сказать, что певица из колоратурного сопрано превратилась в лирико-колоратурное. На данный момент певица решила расстаться с оперой, начав заниматься эстрадой.
Натали Дессе замужем за бас-баритоном Лораном Наури, в браке с которым имеет двоих детей. Приняла религию мужа — иудаизм.

## Премии и награды
- Премия Лоренса Оливье за постановку «Дочь полка» в Ковент-гарден (2007)

## Дискография
- La Sonnambula (Bellini)
- Die Zauberflote (Mozart)
- Lucie de Lammermoor (Donizetti)
- Orphée aux Enfers (Offenbach)
- Les Contes d’Hoffman (Offenbach)
- Mass in C Minor (Mozart)
- Lakme (Delibes)
- Mitridate (Mozart)
- Alcina (Handel)
- L’Orfeo (Monteverdi)
- Vocalise (Rachmaninov)
- Il Trionfo del Tempo e del disinganno (Handel)
- Magnificat (Bach) and Dixit Dominus (Handel)
- The Miracle of the Voice
- Delirio- Cantatas (Handel)
- Joyeux Noel (Voice-over work for soundtrack)
- Mozart Heroines
- French Opera Arias
- Amor: Scenes and Lieder (R. Strauss)

## Видеография
- DVD: «The Miracle of the Voice — Greatest Moments on Stage»
- DVD: Le Rossignol (Stravinsky)
- DVD: La fille du régiment (Donizetti)
- DVD: Hamlet (Thomas)
- DVD: Manon (Massenet)
- DVD: «La Sonnambula» (Bellini), The Met production 2009, DECCA